# Patsy Byrne
Patsy Byrne (właśc. Patricia Byrne, ur. 13 lipca 1933 w Ashford, zm. 17 czerwca 2014 w Londynie) – brytyjska aktorka teatralna, filmowa i telewizyjna, najszerzej znana z roli Niani w drugiej serii serialu Czarna Żmija oraz z ról szekspirowskich w teatrze.

## Życiorys

### Kariera
Ukończyła szkołę dla dziewcząt w swoim rodzinnym Ashford, a następnie szkołę aktorską Rose Bruford College w Londynie. W latach 60. była cenioną przez krytykę aktorką Royal Shakespeare Company, występującą m.in. jako Maria w Wieczorze Trzech Króli Szekspira i Gruscha w brytyjskiej inscenizacji Kaukaskiego koła kredowego Bertolda Brechta. W 1971 wystąpiła w zrealizowanej dla BBC telewizyjnej wersji Płatonowa Antona Czechowa, gdzie grała główną rolę kobiecą, a partnerował jej Rex Harrison.
Jako bardziej dojrzała aktorka często występowała w serialach telewizyjnych, gdzie stała się specjalistką od ról jowialnych, choć nie zawsze inteligentnych starszych pań. Największą popularność wśród szerokiej publiczności przyniósł jej udział w drugiej serii Czarnej Żmii, gdzie stworzyła duet z Mirandą Richardson, która grała przedstawioną wyjątkowo karykaturalnie królową Elżbietę I. Według tej prześmiewczej wersji jej biografii, monarchini nawet jako dorosła kobieta zawsze miała przy sobie rezolutną, choć pozbawioną nieco kontaktu z rzeczywistością nianię, odtwarzaną właśnie przez Byrne. Aktorka wystąpiła także w sitcomie dla dzieci Maid Marian and her Merry Men, którego autorem był jej kolega z planu Czarnej Żmii Tony Robinson. W późniejszych latach grała liczne, lecz stosunkowo niewielkie gościnne role w filmach i serialach.

### Emerytura i śmierć
Pod koniec życia Byrne mieszkała w najbardziej znanym brytyjskim domu opieki dla emerytowanych aktorów, Denville Hall w Londynie. Tam też zmarła z przyczyn naturalnych w dniu 17 czerwca 2014 roku. Miała 80 lat.